# SBB Bem 550
De SBB Bem 550 is een treinstel, een zogenaamde lichtgewichttrein voor het regionaal personenvervoer van de Schweizerische Bundesbahnen (SBB).

## Geschiedenis
De voertuigen werden in de tachtiger jaren voor de Tramway du Sud-Ouest Lausannois (TSOL) als sneltram van de serie Bem 558 ontwikkeld door een samenwerking tussen Ateliers de construction Mechaniques de Vevey (ACMV) later bekend als Vevey Technologies te Villeneuve en Düsseldorfer Waggonfabrik (Düwag) te Düsseldorf.
De Schweizerische Bundesbahnen (SBB) heeft in de negentiger jaren bij Ateliers de Construction Mechaniques de Vevey (ACMV) in Villeneuve op deze basis vijf treinen laten bouwen.

## Constructie en Techniek
Het tweedelige voertuig is in feite een tram, die ook als trein ingezet wordt, en geen lagevloer heeft. Voor het rangeren op plaatsen zonder bovenleiding, of bovenleiding met een andere spanning, wordt gebruikgemaakt van een dieselmotor met aangekoppelde dynamo. Bij deze treinstellen is ter hoogte van de buffers een stevige balk voor het front gemonteerd.

## Treindienst
De Schweizerische Bundesbahnen (SBB) gebruikt deze treinstellen voor het regionaal personenvervoer op het traject:
- Genève-Cornavin - La Plaine

## Buitendienststelling
In de zomer van 2014 wordt het spoor tussen Genève-Cornavin, La Plaine en Bellegarde (Frankrijk) opnieuw geëlektrificeerd, waarbij de spanning aangepast wordt van 1500 volt gelijkspanning naar 25 kilovolt 50 hertz wisselspanning. Hierdoor zullen de treinstellen niet meer kunnen rijden, en zullen ze buiten dienst gaan.

## Foto's

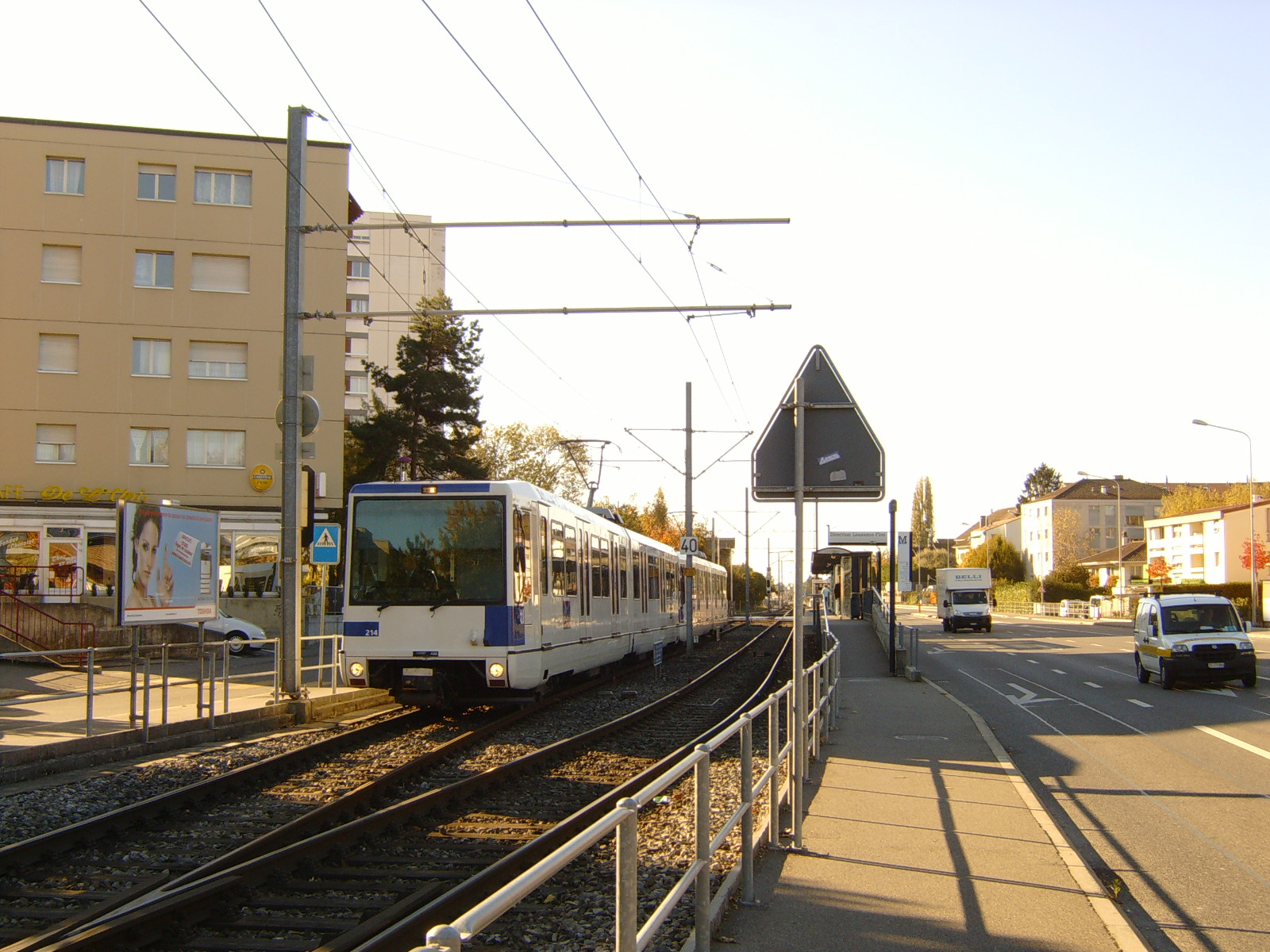
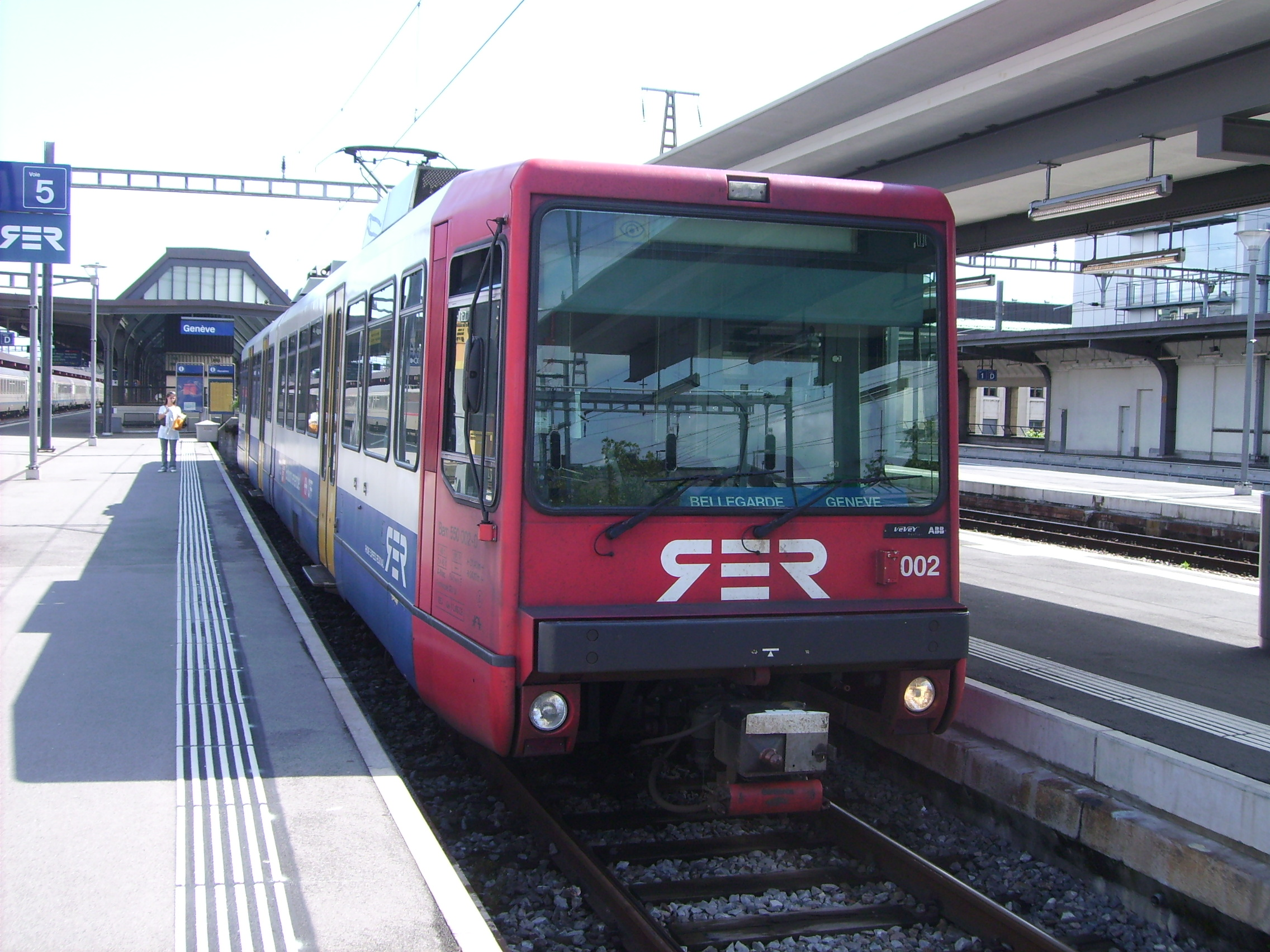
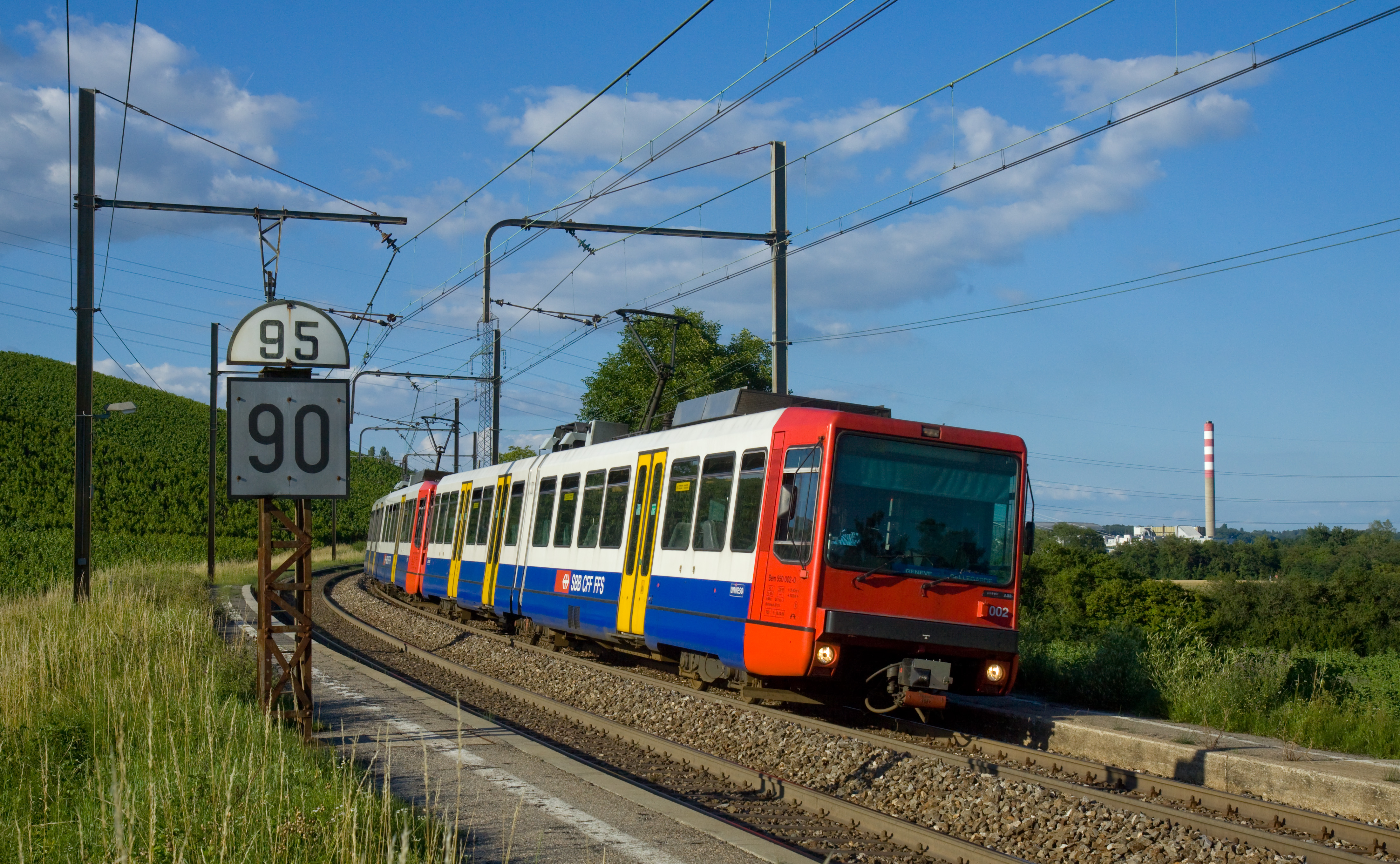